# Kuni no miyatsuko
Kuni no miyatsuko (国造), también leído como "kokuzō" o "kunitsuko", eran funcionarios en el antiguo Japón en el momento de la corte de Yamato.

## Período Yamato
Los Kuni no miyatsuko gobernaron pequeños territorios (kuni (国)), aunque la ubicación, los nombres y las fronteras de las provincias aún no están claros. Los Kuni no miyatsuko fueron designados y permanecieron bajo la jurisdicción de la Corte de Yamato, pero con el tiempo el cargo se convirtió en hereditario. Los Kuni no miyatsuko llevaron nombres honoríficos kabane otorgados por la Corte de Yamato, comúnmente "kimi" (君) o "atae" (直). Los prestigiosos Kuni no miyatsuko fueron llamados "omi" (臣).

## Reforma Taika
El puesto de kuni no miyatsuko fue abolido en la reforma Taika en el 645 y las antiguas provincias administrativas "kuni" se reorganizaron formalmente bajo el sistema ritsuryō. Las provincias fueron gobernadas por nuevos funcionarios llamados kuni no mikotomochi, o más comúnmente, kokushi (国 司). El kuni no miyatsuko continuó siendo nombrado después de la Reforma Taika, generalmente para el puesto de gunji (郡 司). Los Gunji fueron nombrados de las poderosas familias regionales kuni no miyatsuko, nombrados de por vida, y la posición se convirtió en hereditaria. Los Kuni no miyatsuko ahora estaban a cargo de los asuntos espirituales y religiosos, específicamente los ritos Shintō de cada provincia. Estos funcionarios religiosos se hicieron conocidos como shin-kokuzō (新 国 造), o "nuevos" kuni no miyatsuko. Los kuni no miyatsuko, ahora en el puesto de gunji, a menudo se pusieron del lado de los campesinos en contra de la élite gobernante kokushi. La posición gunji, sin embargo, fue abolida con el establecimiento del sistema shōen a principios del período Heian. Unos cuantos clanes kuni no miyatsuko conservaron su influencia después de la reforma Taika, como el Izumo no Kuni no miyatsuko (出雲国造) de la provincia de Izumo en la actual Prefectura de Shimane oriental.